# 朱西厄站
朱西厄站（法語：Jussieu）是巴黎地鐵的一個車站。朱西厄站是巴黎地鐵7號線和巴黎地鐵10號線的匯合車站，位於巴黎五區，拉丁區的東部。朱西厄站開業於1931年4月26日。站名來自於曾誕生眾多植物學家的朱西厄家族。

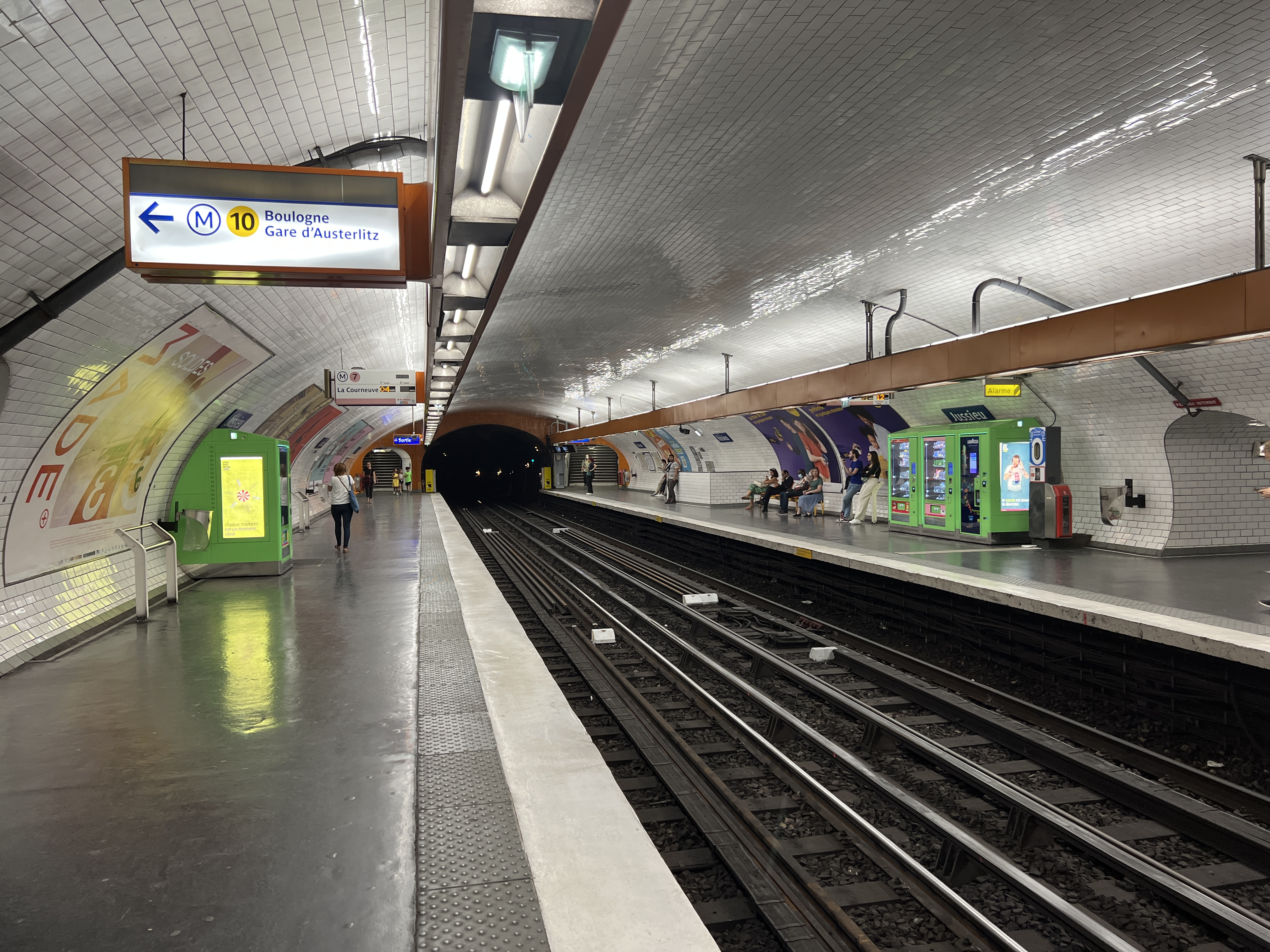
7號線月台（2022年6月）

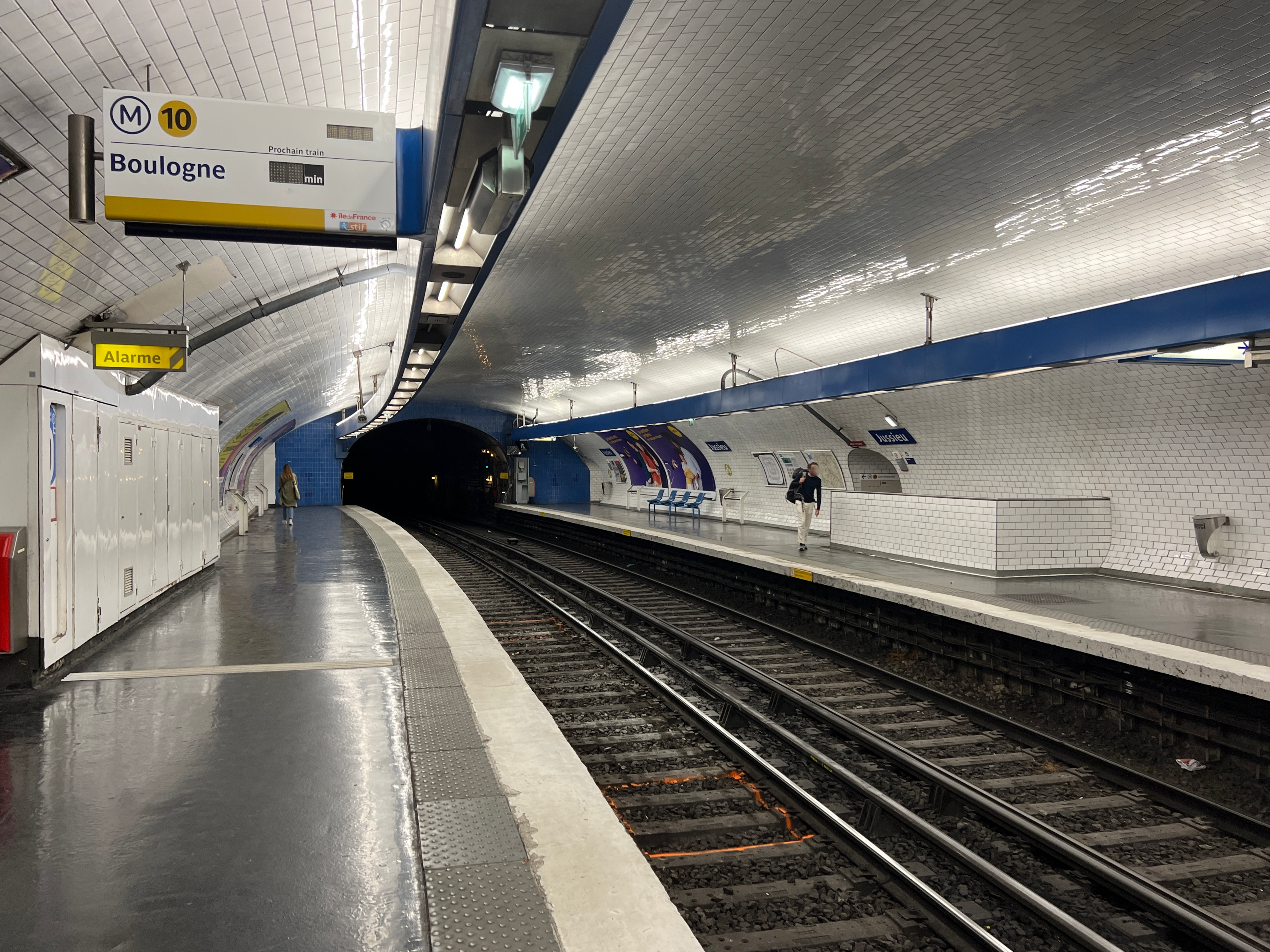
10號線月台（2022年6月）

## 車站結構
| 街道       |                    |                                           |
| B1         | 夾層               |                                           |
| 10號線月台 | 側式月台，右側開門 | 側式月台，右側開門                        |
| 10號線月台 | 西行               | 往布洛涅-聖克盧橋（勒莫萬主教）           |
| 10號線月台 | 東行               | 往奧斯特里茨站（總站）                    |
| 10號線月台 | 側式月台，右側開門 |                                           |
| 7號線月台  | 側式月台，右側開門 | 側式月台，右側開門                        |
| 7號線月台  | 南行               | 往猶太城-路易·阿拉貢/伊夫里鎮（蒙日廣場） |
| 7號線月台  | 北行               | 往新庭-1945年5月8日（旭利-莫隆）          |
| 7號線月台  | 側式月台，右側開門 |                                           |